# 마이클 데인저필드
마이클 데인저필드(Michael Daingerfield, 1970년 10월 29일 ~ )는 캐나다의 성우, 배우, 각본가, 텔레비전 배우이다.
토론토에서 태어났다.

## 영화
- 더 패키지: 일급비밀 (2012년) - 안소니 역
- 헬캐츠 (2010년)
- 미스터 이빨요정 (2010년)
- 메신져 - 죽은 자들의 경고 (2007년)
- 다크 스톰 (2006년)
- 마스터즈 오브 호러 시즌 2 에피소드 4 - 너무 많이 듣는 남자 (2006년)
- 플라이트 93 (2006년)
- 킹덤 (2004년)
- 캣우먼 (2004년)
- 미스터 로큰롤 (1999년)